# الأزهار الحزينة
مسلسل الأزهار الحزينة (بالتركية:Kırgın Çiçekler) مسلسل تلفازي درامي / إثارة نفسية تركي. عُرض لأول مرة في 29 يونيو 2015. وهو من بطولة إيبيك كارابينار، أوزغور تشيفيك، بيران داملا يلماز، كوكجي أكييلديز، هزار موتان، شاغلا سولاكرماك.
عُرض الجزء الأول في 29 يونيو 2015. وفي 12 يناير 2016، فاز بجائزة أفضل مسلسل دراما. حصل على جائزة أفضل سلسلة في حفل توزيع الجوائز الذي نظمته جامعة إسطنبول جيليشيم. كما ترشح لحفلات توزيع الجوائز في كل من كوريا وفرنسا. 

## قصة المسلسل
تدور القصة حول خمسة فتيات من الميتم في سن المراهقة، يُقمن سويًا بنفس الغرفة في ميتم ضخم يدعى كوشو يولو في إسطنبول، ويقع هذا الميتم في وسط حي الأغنياء، تحب الفتيات بعضهن البعض بشكلٍ كبير، ويساندن بعضهن البعض في الكثير من الأمور، وهذا الأمر الذي ميّز علاقتهن عن بقية علاقات الصداقة الأخرى وهن «ايلول» و «سونجول» و «قدر» و «ميرال» ولاحقاً تأتي «جيمري»؛ ينتقلن ايلول وسونجول وقدر وميرال إلى مدرسة خاصة واحدة إثر مشكلة حصلت بينهن وبين فتيان أثرياء، اتهم فيها الفتيان الاثرياء أنهن قمن بالتحرش بهم مقابل المال، ولكن بعد ذلك يثبت العكس، فتضطر إحدى أمهات الفتيان الاغنياء لإدخال الفتيات إلى المدرسة الخاصة لتغطية فعلة الأولاد وحمايتهم وعدم التشهير بهم، والحفاظ على سمعة اهاليهم بين الناس، بينما جيمري كانت من ضمن طالبات المدرسة مسبقاً لكونها ابنة لعائلة ثرية لكن لاحقاً تنقلب حياتها رأساً على عقب.. بعد دخول الفتيات إلى هذه المدرسة بدؤوا الطلاب الاغنياء باستحقارهم والتقليل منهم بما فيهم «دفنه» الفتاة السيئة منعدمة الضمير في تلك المدرسة؛ فكانت قصة كل واحدة من تلك الفتيات تختلف عن الأخرى، بدءًا من قدومهن إلى الميتم إلى أن حدثت تلك الحادثة، كما أنه لكل منهن العديد من الطموحات والأهداف التي يرغبن في تحقيقها، وذلك بالرغم من الظروف الصعبة التي يعانين منها، والجدير بالذكر أنه للميتم مديرة كانت قاسية عليهن بعض الشيء اسمها «ناريمان» دائمًا ما تتصف بالبخل، لكن مساعدة المديرة السيدة «فريدة» دائمًا تحنو عليهن وتقدم لهن المساعدة في كافة الأوقات، أما المربية «هدية» هي التي تراعهن وتتولى إطعامهن وقضاء حوائجهن وتلبية طلباتهن.

## جدول البث
| الموسم الحالي | وقت وساعة العرض          | بداية الموسم   | نهاية الموسم  | عدد الحلقات | حلقات العرض     | قناة العرض ATV |
| ------------- | ------------------------ | -------------- | ------------- | ----------- | --------------- | -------------- |
| الموسم الأول  | 21.00/20.00 بتوقيت تركيا | 29 يونيو 2015  | 13 يونيو 2016 | 50          | الحلقات 1 - 50  | Atv            |
| الموسم الثاني | 21.00/20.00 بتوقيت تركيا | 19 سبتمبر 2016 | 12 يونيو 2017 | 38          | الحلقات 51 - 88 | Atv            |
| الموسم الثالث | 21.00/20.00 بتوقيت تركيا | 18 سبتمبر 2017 | 12 مارس 2018  | 25          | 89 - 113        | Atv            |

## أبطال المسلسل
| اسم الممثل                           | دوره   | حلقة ظهوره | معلومات |
| ------------------------------------ | ------ | ---------- | --- |
| بيران داملا يلماز Biran Damla Yılmaz | أيلول  | 1 -        | فتاة تبلغ من العمر 16 عاماً، فقدت والدها وعمرها 11، وهي تعيش مع أختها الصغرى "بشرى" وأمها " مسعودة " وزوج أمها " كمال "، ولكن لطالما اشتكت لأمها من تحرشات كمال لها، ولكن الأم لا تصدقها وتعتقد أنها تريد التفريق بينها وبين زوجها، وخلال هذه الفترة كانت أمها حامل من كمال لذلك وضعت أيلول في دار الأيتام بحجة أنها لن تستطيع الاعتناء بها مع أختها الصغرى والطفل الآتي بالطريق مع شكاوي أيلول، فتعيش أيلول في الميتم مع بقية الفتيات ويصبحوا كالعائله سكنت في الميتم عشقت سيركان ابن المديره ومن ثم اصبح بينهم علاقه وتستمر علاقتهم إلى ان تكشف ايلول سيركان يخونها مع جيمري ثم تكره سيركان وتقع في حب علي ويعشقو بعضهم ويتزوجوا. |
| قوكشي اكيلدز Gökçe Akyıldız          | سونجول | 2 -        | فتاة تبلغ من العمر 16 عاماً، فقدت والدتها وهي في سن الرابعة ودخل والدها "سعد الله" السجن، أقاربها رفضوا الاعتناء بها فوضعوها في دار الأيتام، ثم خرج والدها من السجن ولكنها فقدته حدثيا، من صفاتها أنها كالرجل من الخارج كالطفل من الداخل وذات شخصية قيادية وهي الأقوى بين الفتيات، أحبت " جوناي " الذي يدرس في المدرسة الخاصة وثم تزوجا سرًّا لكن أم جوناي رفضت ذلك وتحاول تفريقهما لكن لن يقف أحد ويمنعهم اكملو ومن ثم سونجول تصبح حامل وعند الولاده تموت سونجول والطفله على قيد الحياة لكن جوناي يصاب بالانهيار |
| هازار موتان Hazar Motan              | جيمري  | 3 -        | فتاة تبلغ من العمر 16 عاماً، من عائلة غنية ومشهورة في مدرستها، تدرس في مدرسة خاصة، تسخر من فتيات الميتم ولكن لاحقا تكون منهم، يحاول والدها الانتحار عن طريق إطلاق النار لكن زوجته (مِلَك) تحاول إيقافه مما جعله يطلق عليها بالخطأ ومن هول الصدمة أطلق على نفسه، رفضوا أقاربها الاعتناء بها بعد موت والديها ولذلك وضعوها في دار الأيتام مع الفتيات في نفس مدرستها مما جعل الطلاب والطالبات يسخرون منها ومن فقرها مما جعلها تضطر للجلوس مع بنات الميتم إلى أن أصبحت أكثر من أخت لهم، وتغيرت صفاتها عن قبل فأصبحت طيبة القلب. |
| شاغلا ارماك Çağla Irmak              | قدر    | 4 -        | فتاة تبلغ من العمر 16 عاماً، وجدت بين اكياس الطحين عندما كان عمرها 3 ايام في مخبز وتربت وعاشت في الميتم، تريد أن تجد والديها الحقيقيين ولكن لا أحد يعرف ذلك سوى مديرة الميتم " ناريمان " من صفات قدر: الطيبة الزائدة لحد السذاجة في بعض الأحيان وأنها حساسة جداً ، ثم عندما تجد والدتها تريد ان تبقي بجانبها دائما ولاكن دائما تضع والدتها حواجز بينهم لانها لا تريد ان يعلم زوجها انها كانت تملك طفله من زوجها السابق و انها وضعتها في ميتم ، لانه يملك طيبه زائده وهو يخاف ان يحدث ذالك في ابنته الحاليه ، تمر الايام و المواقف بين قدر و أمها و مواقف كثيره " تصفعها بالقلم مره " توبخها بالكلام" تفضل ابنتها الثانيه عنها" ولكن مع الايام تكتشف ان ابنتها لديها سرطان و تريد نقل لها نخاع شوكي ولكن لا يطابق نخاع والدها او والدتها ثم تتجه الي قدر وتقول لها انها تريد ان تتبرع ل اختها بالنخاع ، ولكن يعلم زوجها يقوم بالسماع ويعلم ان قدر ابنتها ويعلم الحقيقه ثم يأخذ ابنته ويذهب خارج البلاد و تعيش ام قدر في حاله مثل الجنون ان ابنتها ابتعدت عنها ثم يضعوها في مستشفي الأمراض العقليه ثم تهرب منها في يوم في منتصف الليل و تقوم ب حرق الميتم انتقاما من قدر لانها كانت تتهمها انها السبب في بعد ابنتها "ديرين" عنها وكانت تريد حرق قدر ولاكن تنجو من هذا هي و اصدقائها في الميتم |
| اليينا سولاكير Aleyna Solaker        | ميرال  | 5 -        | فتاة تبلغ من العمر 16 عاماً؛ تبدو كفتاة سطحية في البداية وكلٌ من [ايلول"سونجول"قدر"جيمري] يخفون عنها اسرارهم، حيث تستغلها " دفنة " وصديقتيها " مروة، الينا " لمعرفة أسرار الفتيات مقابل المال والهداية، لكنها تفهم الخدعة في النهاية، لاحقاً تجد والدتها الحقيقية لكنها ماتلبث ان تفقدها، من صفاتها أنها فضولية وتحب نفسها كثيراً صريحة ونوعاً ما لا تهتم لمشاعر غيرها، تتميز بصوتها الجميل ومشاركتها في المسابقات الغنائية، تجد جدها والذي هو جد قدر أساساً ولكن تكتم ذلك لطمعها بماله وتحريض " زهره " زوجة أب سونجول لها على السكوت عن الحق. |
| ايبيك كارابنار İpek Karapınar        | فريدة  | 6 -        | هي مساعدة مديرة الميتم تحب جميع البنات اللواتي بالميتم وتهتم بمشاكلهم وخاصة الخمسة (قدر جيمري ايلول سونجول وميرال)في الموسم الأول تكون مخطوبة من فيدات ولكن تكتشف انه يخونها وتستأجر شقة خاصة لها وجارها هو توبراك لاحقا تتزوج هي وتوبراك، تحب الفتيات كثيرا، وتهب لمساعدتهم في مشاكلهم، وتدافع عنهم. |
| اوزجور جفيك Özgür Çevik              | توبراك | 7 -        | هو استاذ الرياضة بالمدرسة الخاصة التي نقلوا اليها الفتيات ودائما ما يقف معهم ويساعدهم في مشاكلهم المدرسية ويمنع السخرية منهم ويصبح زوج فريدة فيما بعد |

نازان: هي امرأة خبيثه تحب نفسها وابنائها وتفعل المستحيل لأرضاء ابنائها
سيركان: هو فتى يقع في حب ايلول ثم تستمر علاقتهم ومن ثم ايلول تكشف سيركان يخونها مع جيمري ويقع في حب جيمري
|}
بوراك توزكوباران
مثل دور: علي جوكتورك
يظهر في الموسم الاخير من المسلسل، هو فتى يعمل في الشرطة، يقع في حب ايلول ومن ثم يتزوجها

## روابط خارجية
- الأزهار الحزينة على موقع IMDb (الإنجليزية)
- الأزهار الحزينة على موقع كينوبويسك (الروسية)
- الأزهار الحزينة على موقع قاعدة بيانات الفيلم (الإنجليزية)